# Cámiros
Cámiros (en griego Κάμειρος, Kámeiros) es una ciudad en la isla de Rodas (Grecia) situada en una península en la costa noroeste. Es el corazón de una región agraria y constituye una de las tres ciudades-estado de Rodas, junto con Ialisos y Lindos. Es un sitio arqueológico de Rodas.

## Historia

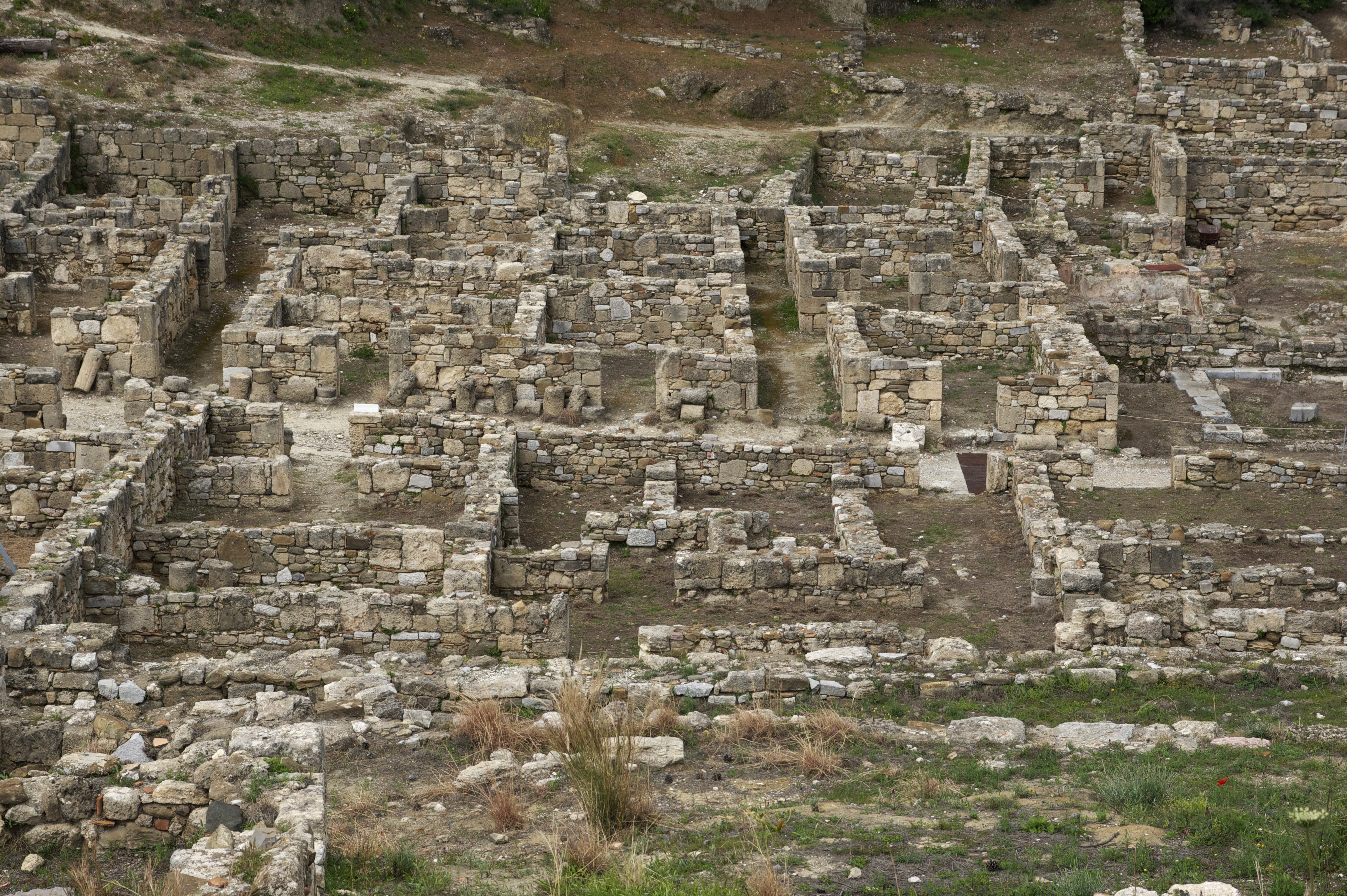
Ruinas de la ciudad de Cámiros, Isla de Rodas.

Según la tradición, es una de las tres polis rodias fundadas por los dorios, junto con Lindos y Ialisos. Las tres son mencionadas por Homero en el Catálogo de naves. Según Heródoto, estas tres ciudades forman, junto con Cos, Cnido y Halicarnaso, la Hexápolis dórica.
A finales del siglo VI a. C., y a principios del siglo V a. C., Cámiros estaba bajo dependencia persa. La ciudad consiguió la autonomía al final de las guerras médicas, antes de unirse a la Liga de Delos.
En 411 a. C., los espartanos, partiendo de Cnido, desembarcaron en Cámiros con 94 naves. Ocuparon rápidamente la ciudad, que no estaba fortificada y, convocando la asamblea, decidieron los ciudadanos cambiar de bando. En 408 a. C., las tres ciudades fundaron conjuntamente, conservando su autonomía, la ciudad de Rodas, capital de la isla.
En el siglo IV a. C. y durante el periodo helenístico, Cámiros aprovechó la expansión comercial y cultural de Rodas. En 305 a. C., la ciudad repelió los ataques de Demetrio Poliorcetes.
Bajo dominio romano, Cámiros y el resto de la isla fueron arrasadas por Casio.
El nativo más célebre de Cámiros es probablemente Pisandro.
La ciudad fue construida en tres niveles. En lo alto de la colina estaba la acrópolis, con el complejo de templos de Atenea Kameiras y la Stoa, un pórtico pintado. Una cisterna cubierta con una capacidad de 600 m cúbicos de agua, suficiente para 400 familias, fue construida alrededor del siglo VI a. C. Después, sobre la cisterna, se construyó la Stoa, que consistía en dos filas de columnas dóricas con cámaras para tiendas y alojamiento en la parte de atrás.
El asentamiento general era en la terraza central, consistiendo en una cuadrícula de calles paralelas y manzanas residenciales. En la terraza inferior se encuentra un templo dórico, probablemente de Apolo, la Casa de las Fuentes, con el ágora en el frente; períbolos en los altares, que contenían dedicatorias a varias deidades.
Durante la era prehistórica el área fue habitada por los aqueos. La ciudad en sí misma fue fundada por los dorios. Los cimientos del templo fueron iniciados en el siglo VIII a. C. El terremoto del 226 a. C. destruyó la ciudad y el templo. El terremoto del 142 a. C. destruyó la ciudad por segunda vez.

## Excavaciones del sitio

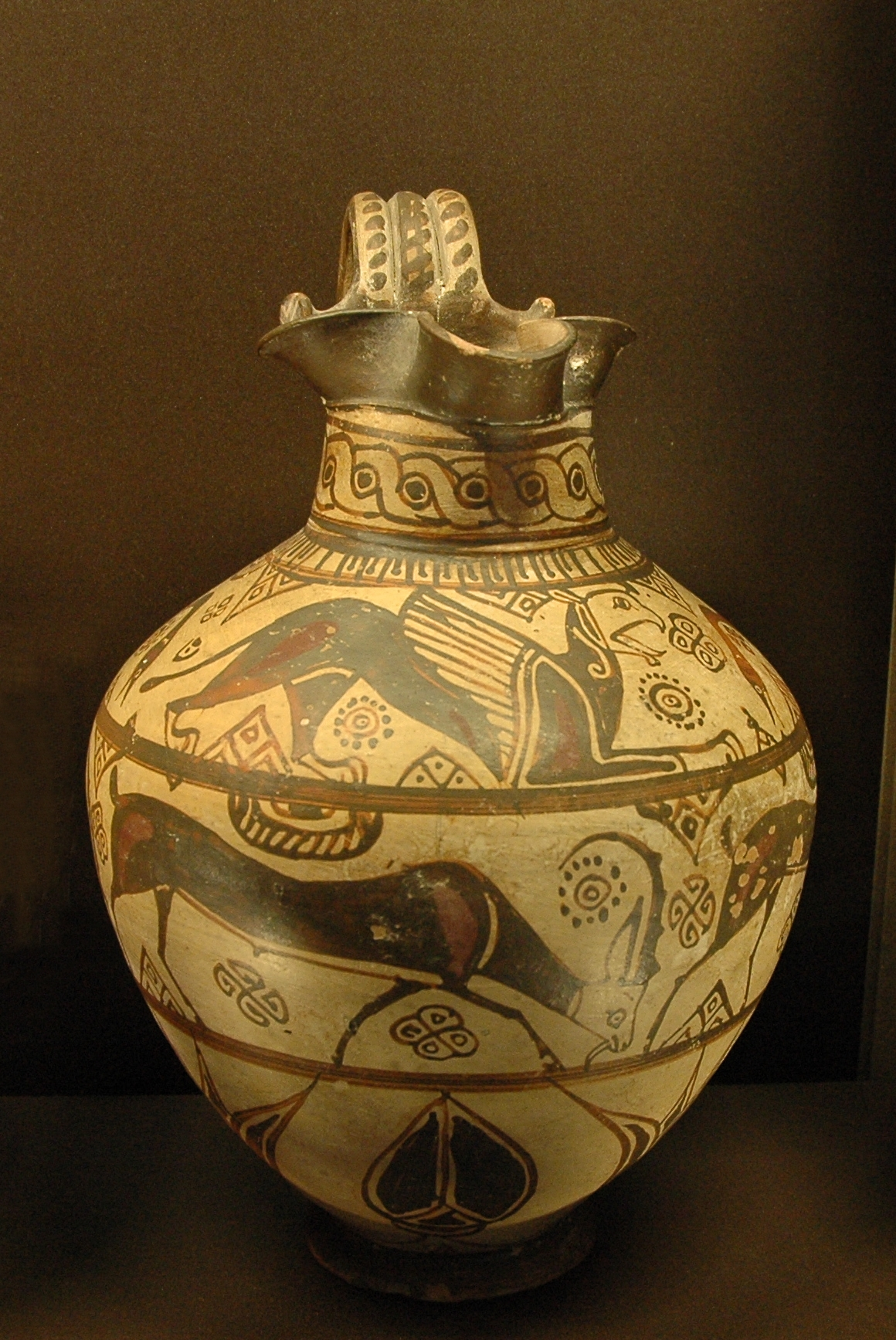
Enócoe de pico trilobulado del estilo de las cabras montesas, descubierta en Cámiros, h. 625-600 a. C., Museo del Louvre

La acrópolis fue excavada por Alfred Biliotti y Auguste Salzmann entre 1852 y 1864. En 1928, la Escuela Arqueológica Italiana comenzó una excavación sistemática del área, con ocasión de la ocupación de la isla por las tropas italianas.
Los hallazgos más antiguos tuvieron lugar en una colina cerca del pueblo de Kalavarda, donde se excavaron varias tumbas de cámara del periodo micénico.
Al periodo protogeométrico tardío (900-850 a. C.) pertenecen las tumbas de la necrópolis de Patelles así como restos de cerámica hallados en la acrópolis, en el santuario de Atenea. También hay aquí cerámica del periodo geométrico, época a la que pertenecen además otras dos necrópolis halladas en los alrededores del sitio arqueológico.
A la Época Arcaica, de gran prosperidad en la ciudad, pertenece otra necrópolis, la de Fikéllura, que reveló numerosos vasos cerámicos de un estilo particular, al que se le llama «estilo de las cabras salvajes». Se caracteriza por una decoración organizada en registros superpuestos, en los cuales hay animales estilizados, sobre todo cabras salvajes (que han dado el nombre al estilo) en frisos. Otra necrópolis que tuvo su origen en este periodo es la de Makrí Lagony.
Los principales restos de monumentos visibles en la zona pertenecen a los periodos helenístico y romano. Tras el terremoto que hubo en 227/6 a. C., la ciudad se reconstruyó y la ciudad quedó dividida en tres niveles. El nivel más bajo era una especie de ágora sagrada con santuarios y templos, el intermedio estaba formado por casas privadas dispersas y el superior era la acrópolis.
Entre los restos de monumentos se hallan:
- El templo dórico de Atenea Cámira, de época helenística que fue construido sobre las ruinas del templo arcaico del siglo VI a. C.;
- un depósito de agua y acueducto;
- una stoa helenística;
- un altar helenístico.

## Galería

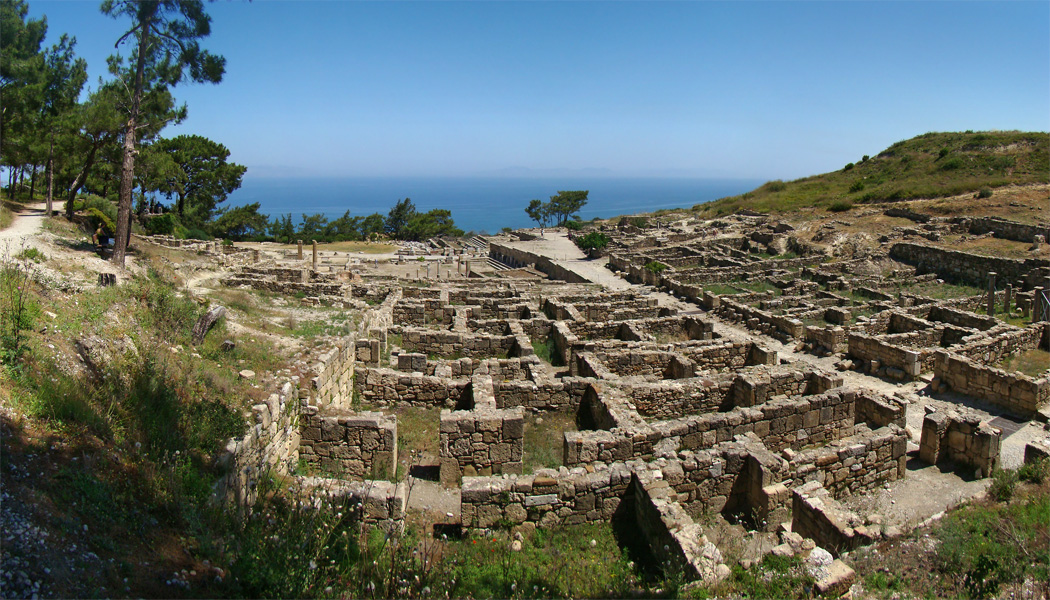
Vista panorámica de la ciudad
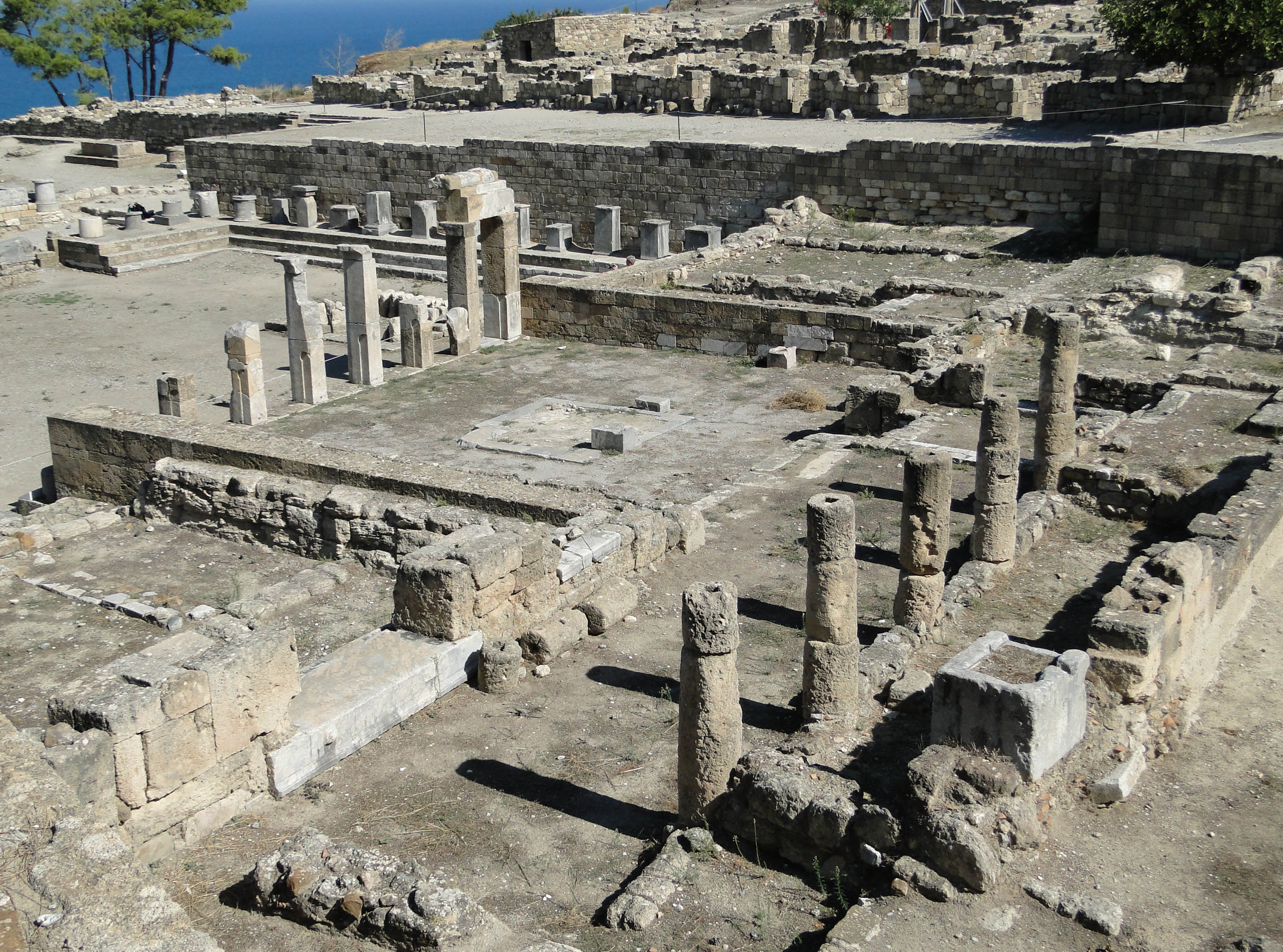
Plaza con una fuente
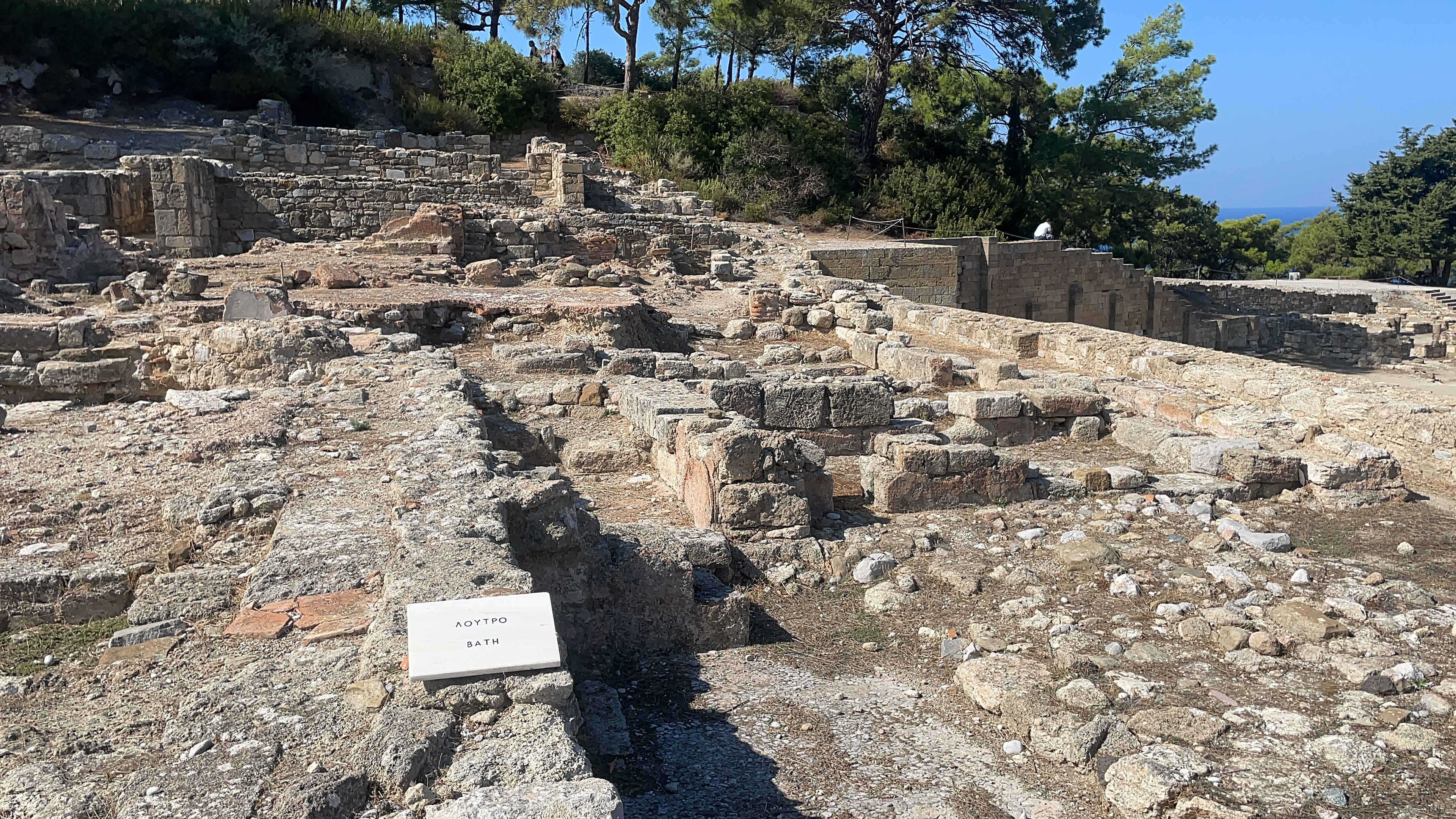
Baños
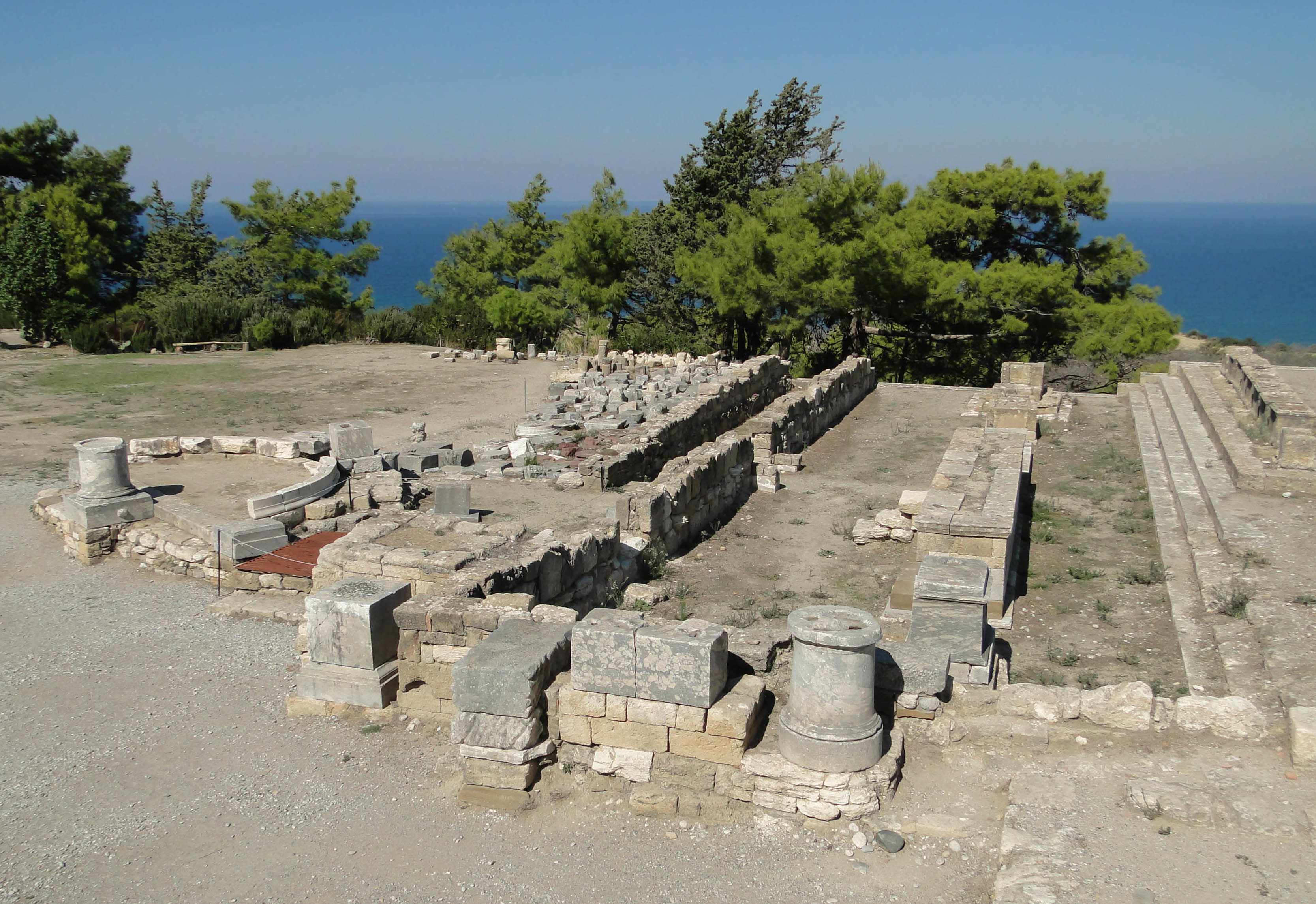
El hierothiteion
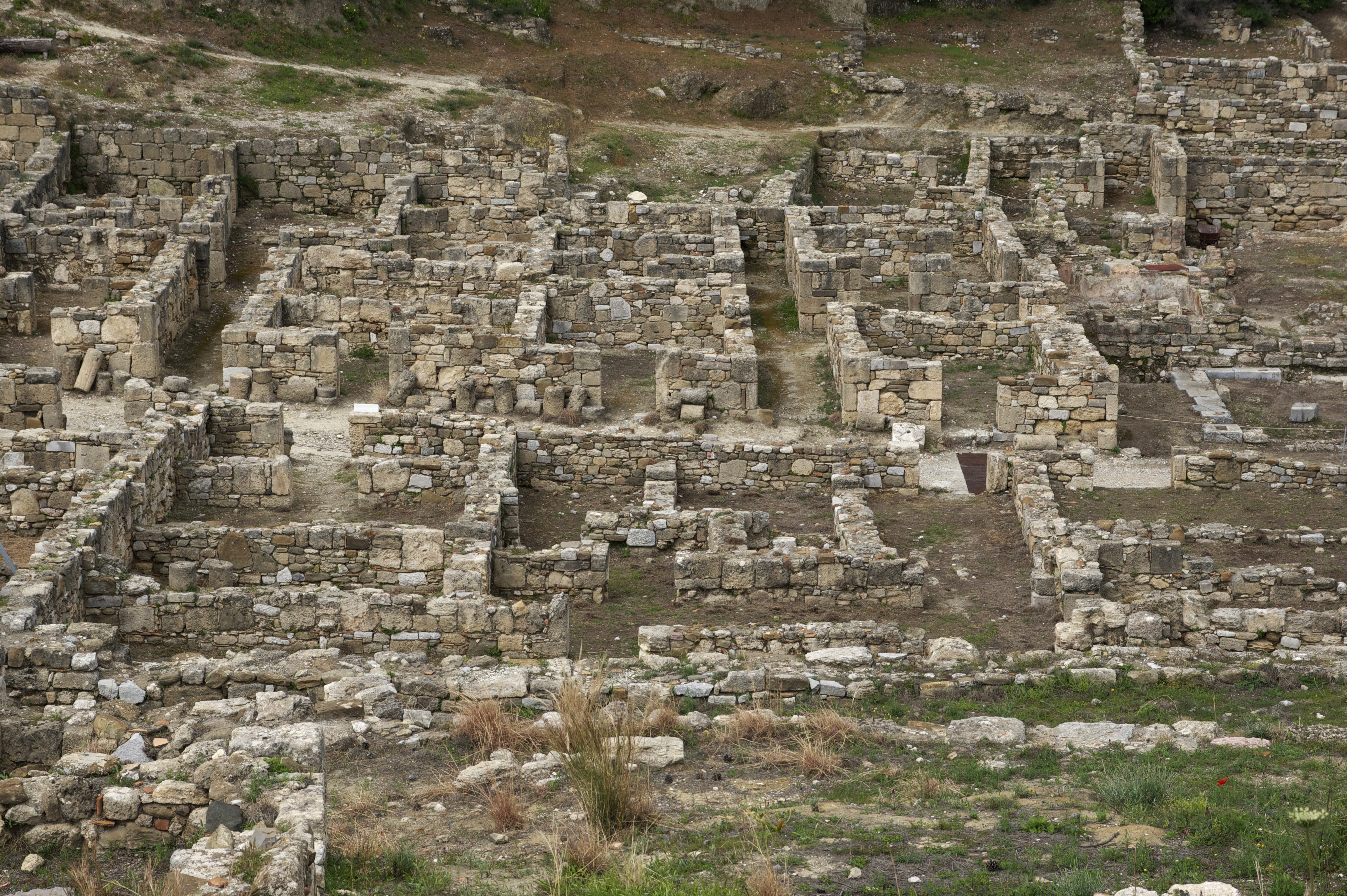
Casas del periodo helenístico
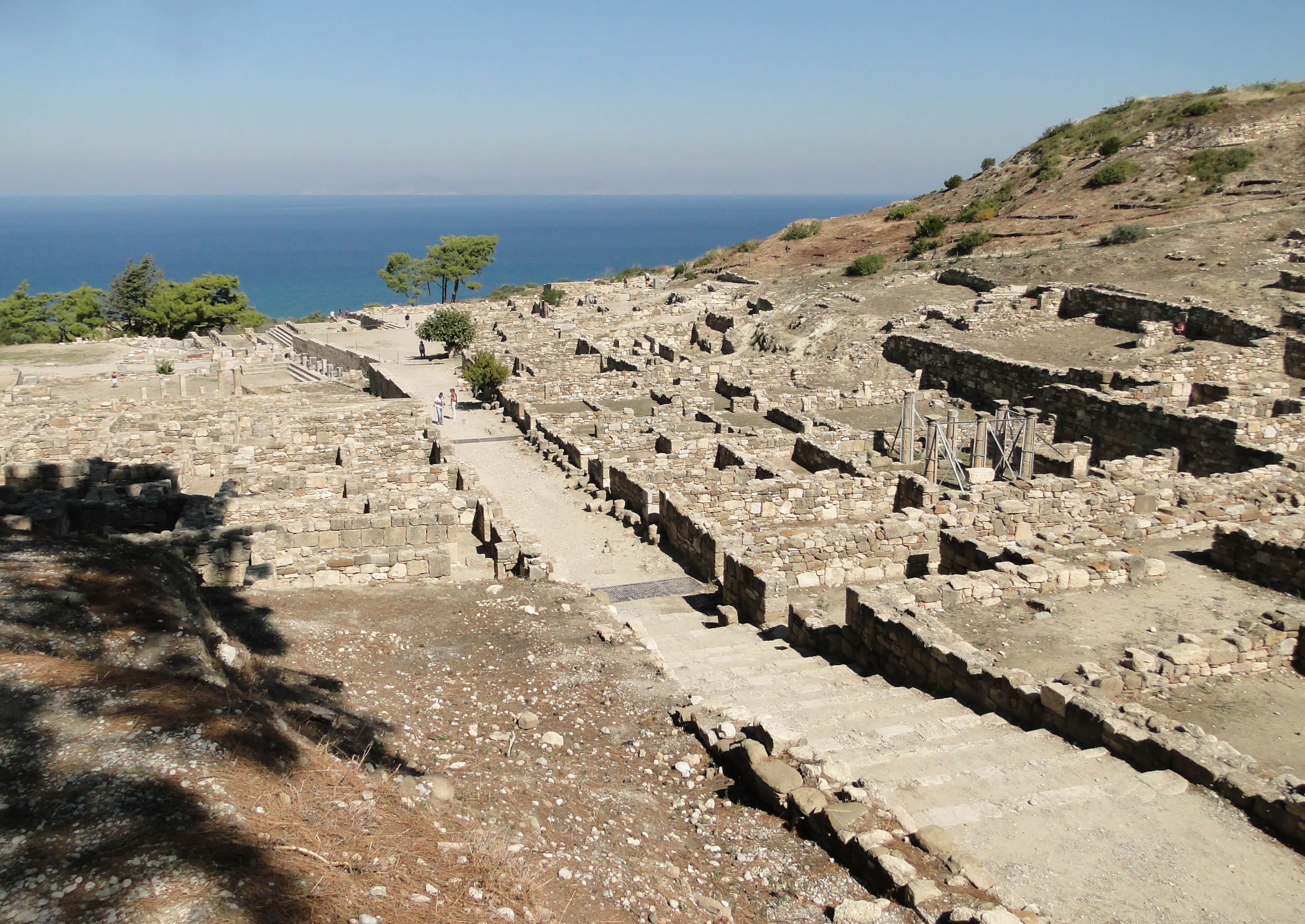
Calle principal
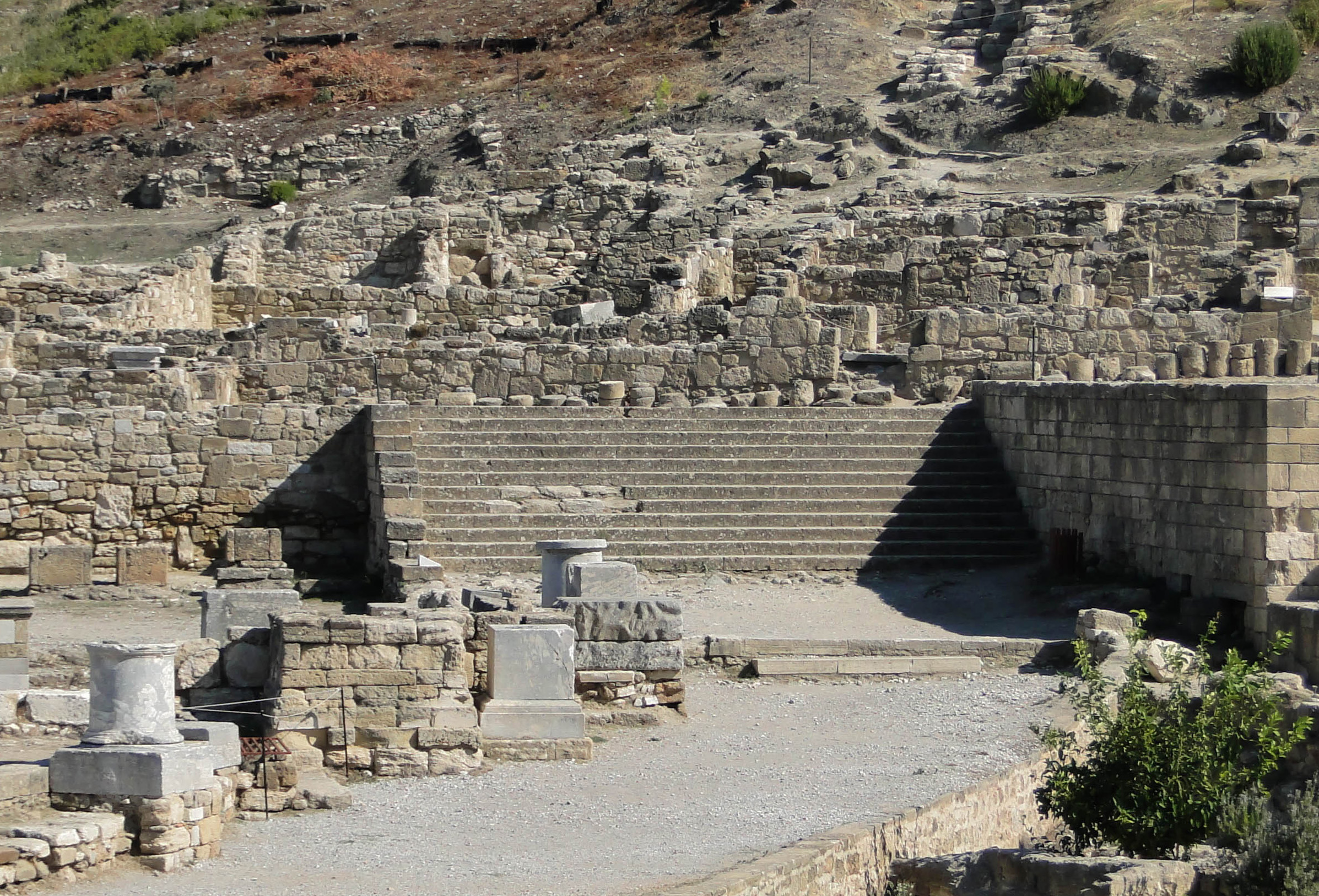
Escalera